# یاان
یاان (به لاتین: Ya'an) یک شهر مرکزی در جمهوری خلق چین است که در سیچوآن واقع شده‌است.

## خصوصیات
یاان ۱۵٬۳۰۰ کیلومترمربع مساحت و ۱٬۵۳۰٬۰۰۰ نفر جمعیت دارد و ۵۸۰ متر بالاتر از سطح دریا واقع شده‌است.